# Светлов, Борис Владимирович
Борис Владимирович Светлов (род. 28 февраля 1958 года г. Минск, Минская область, Белорусская ССР, СССР) — белорусский государственный деятель. Министр культуры Республики Беларусь (2012—2017). Кандидат философских наук.

## Образование
- Окончил в 1980 году Белорусский государственный университет по специальности «Философия».
- Кандидат философских наук .

## Биография
С 1980 по 1989 — старший лаборант, затем младший научный сотрудник Института искусствоведения, этнографии и фольклора Академии наук БССР.
С  1981 по 1984 — аспирант Института философии Академии наук БССР.
С 1989 по 1990 являлся членом редакционной коллегии управления искусств Министерства культуры БССР.
С 1990 по 1991 помощник министра культуры БССР.
С 1991 по 1994 заместитель министра культуры Республики Беларусь.
С мая 1994 по декабрь 1994 — начальник отдела киновидеоискусства Министерства культуры и печати Республики Беларусь.
С января 1995 года по март 1995 — заместитель директора финансово-инвестиционной компании «Финансы и активы».
С 1995 по 1998 — заместитель директора, затем директор Фонда поддержки белорусской культуры.
С 1998 по 2003 — начальник отдела киновидеопродукции, начальник отдела организации информации, заместитель директора государственного учреждения «Национальный пресс-центр Республики Беларусь».
В 2003 году защитил кандидатскую диссертацию на тему: «Эстетические потребности личности в сфере мультимедийной культуры» (специальность 09.00.04 — социальная философия).
С 2003 по 2008 — ректор частного учреждения образования «Институт парламентаризма и предпринимательства».
С 2008 по 2012 — ректор учреждения образования «Белорусский государственный университет культуры и искусств».
С февраля 2012 председатель Белорусской конфедерации творческих союзов. Участник общественного объединения «Белая Русь»
Указом от 10 декабря 2012 года № 551 назначен Министром культуры Республики Беларусь.
Спустя 5 лет освобождён от занимаемой должности.

## Награды
- Памятный знак «МПА СНГ. 25 лет» (27 марта 2017 года, Межпарламентская ассамблея СНГ) — за содействие в деятельности Межпарламентской Ассамблеи и её органов[1].